# 瓦良格人

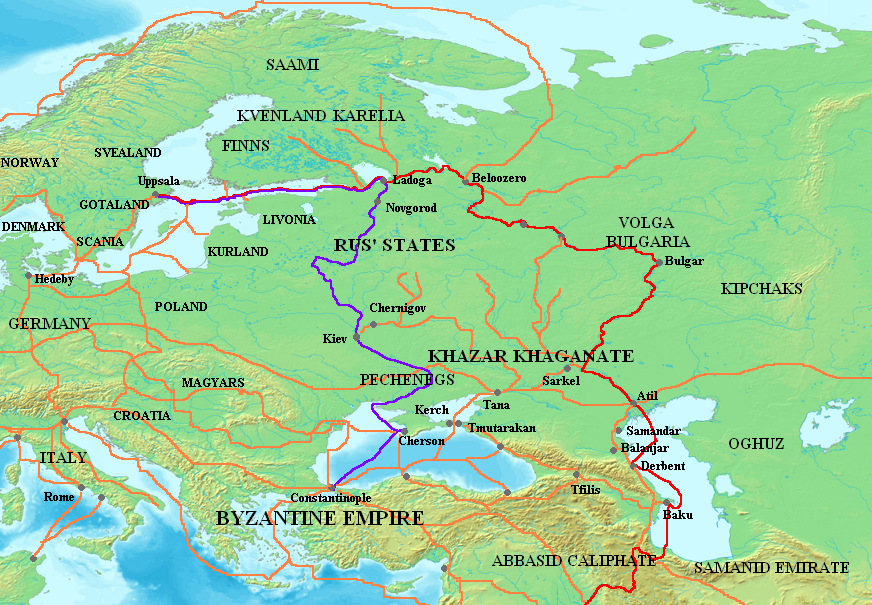
此地圖顯示了瓦良格人的連接北歐、經伏爾加河前往裏海的貿易路線(紅色段)，和前往拜占庭帝國與希臘人貿易的商路(紫色段)。其他八至十一世紀的商路顯示為橙色。

瓦良格人（瑞典語：Varjager）也作瓦里亚基人、瓦兰吉亚人、瓦兰人、法朗清人、瓦倫京人，是指公元8世纪至10世纪出现在东欧平原上的维京人。瓦良格人原来居住在北欧的斯堪的纳维亚半岛，后逐渐沿着商路来到东欧平原，活跃在当地的商路上。
同其他维京人一样，他们从事着强盗和商人的双重工作，也经常抢劫财物，掳掠人口为奴，运到君士坦丁堡和阿拉伯世界出售。他们还受雇于当地東斯拉夫人的王公，充当亲兵，从事征战。其中一位瓦良格人领袖留里克还建立了留里克王朝，统治了基辅罗斯。瓦良格人後來逐渐與東斯拉夫人融合為俄羅斯人、烏克蘭人、白俄羅斯人。